# Xylocopa mcgregori
Xylocopa mcgregori là một loài Hymenoptera trong họ Apidae. Loài này được Cockerell mô tả khoa học năm 1920.